# エルンスト・ラース

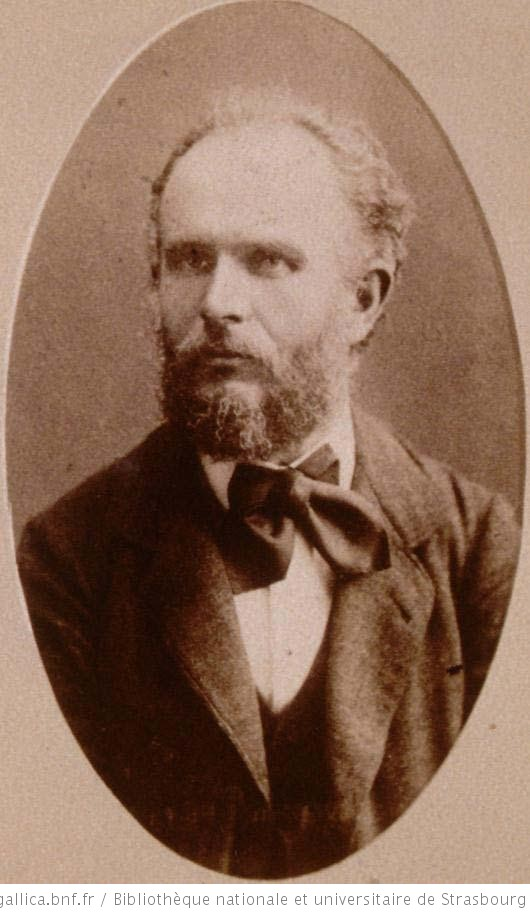
ストラスブール時代のラース

エルンスト・ラース（Ernst Laas、1837年6月16日 - 1885年7月25日）は、ドイツの実証主義哲学者。

## 生涯
ブランデンブルク州フュルステンヴァルデ（Fürstenwalde）生まれ。ベルリン大学でトレンデレンブルクに師事し、神学と哲学を学んだ。1859年、ベルリン大学にて論文『アリストテレスの道徳原理（Das Moral-Prinzip des Aristoteles）』で博士号を取得。
1872年、ストラスブール大学（シュトラスブルク大学）哲学教授。『カントの経験のアナロジー（Kants Analogien der Erfahrung）』（1876年）でカントの超越論を厳しく批判し、主著『観念論と実証主義（Idealismus und Positivismus）』（1879-1884年、全3巻）では、超越論に由来するプラトン主義、およびプロタゴラスを祖とする実証主義を明確に対比させる。ラースは、デイヴィッド・ヒュームの信奉者であった。彼はその哲学を通じて、形而上学を倫理学や教育論と結びつけようと努めた。
ドイツ領時代のシュトラスブルク（ストラスブール）で死去。

## 業績
主な教育的作品は、Der deutsche Aufsatz in den ersten Gymnasialklassen (1868) とDer deutsche Unterricht auf höhern Lehranstalten (1872; 2nd ed. 1886) である。Vierteljahrsschrift für wissenschaftliche Philosophie (1880-82) に大きく寄稿し、遺稿集である Literarischer Nachlass がウィーンで出版された。